# Welsumer
Welsumer er en hønserace, der stammer fra Holland.
Hanen vejer 3-3,5 kg og hønen vejer 2-2,5 kg. De lægger plettede matte mørkebrune æg à 65-75 gram. Racen findes også i dværgform.

## Farvevariationer
- Rustfarvet
- Orangefarvet